# Ljusgöl (Misterhults socken, Småland)
Ljusgöl är en sjö i Oskarshamns kommun i Småland och ingår i Marströmmens huvudavrinningsområde.